# (6346) Syukumeguri
(6346) Syukumeguri (1995 AY) – planetoida z pasa głównego asteroid okrążająca Słońce w ciągu 5,47 lat w średniej odległości 3,1 j.a. Odkryta 6 stycznia 1995 roku.